# Софія фон Хотек
Графиня Софія-Марія-Йозефіна-Альбіна Хотек фон Хотков унд Вогнін (нім. Sophie Maria Josephine Albina Gräfin Chotek von Chotkow und Wognin; 1 березня 1868 року, Штутгарт, Німеччина — 28 червня 1914 року, Сараєво, Боснія і Герцеговина), з 1907 р. носила титул найсвітлішої герцогині Гогенберг, — морганатична дружина австрійського ерцгерцога Франца Фердинанда, вбита разом з ним у Сараєво напередодні Першої світової війни.
Дочка чеського графа зі старовинного роду Хотеків. Привернула увагу Франца Фердинанда, мабуть, на балу; протягом кількох років їхній зв'язок тримався в таємниці. Часті відвідування ерцгерцогом будинку герцога Тешинського пояснювали його наміром одружитися з дочкою герцога. У 1899 році Франц-Фердинанд — спадкоємець імператора Франца-Йосифа — шокував австрійський двір, оголосивши про свій намір взяти за дружину 30-річну графиню Хотек. Незважаючи на енергійну протидію самого імператора і папи римського (позицію яких розділяли німецький кайзер і російський цар), Франц-Фердинанд 1 липня 1900 року в Рейхштадті одружився зі своєю обраницею. На церемонії не був присутній ніхто з Габсбургів. Нащадок від шлюбу Франца-Фердинанда з чеською графинею виключався із спадкоємців австрійського престолу. У всіх придворних церемоніалах Софія йшла за численними ерцгерцогинями. Не бажаючи миритися з таким становищем, подружжя залишило двір та оселилося в замку Артштеттен, де вони обоє і були згодом поховані.